# Самарія (місто)

90-метровий пагорб на вершині якого розташовувалась Самарія

царський дитинець Самарії часів Північного Ізраїльського царства

Самарія, івр. שומרון (Шомрон), грец. Σαμάρεια (Самаріа) — древнє місто, засноване у 876 р. до н. е. як столиця північного Ізраїльського царства (історичні терени коліна Єфремового). Археологічні рештки розташовані неподалік сучасного міста Шхем на території Ізраїля.

## Період Північного царства
Після розділення єдиного єврейського царства у 997 р.до н. е. на Південне і Північне, за останнім закріпилась назва Ізраїльського, яким стала правити окрема династія царів. Оскільки релігійно — адміністративний центр у Єрусалимі залишився на території Юдеї, північні царі оселялись спочатку у Сихемі а потім у Тірці.
В часи правління ізраїльського царя Омрі, була побудована нова резиденція та столиця, що отримала назву Самарія. В Книзі Царів, ця подія описується так:

| В тридцять перший рік Аси, царя Юдейського, став Омрі царем над Ізраїлем і царював дванадцять років. У Тірці він царював шість років. І купив Омрі гору Шомрон в Шемера за два таланти срібла, і забудував гору, і назвав побудоване ним місто Самарією (Шомрон), за іменем Шемера, господаря гори. [1] |
Найбільшого розквіту Самарія досягнула в період правління внука Омрі царя Єровоама II (789—748 рр. до н. е.), коли північне ізраїльське царство простягалось від Хамату (70 км на північ від Дамаску) до Мертвого Моря .
Після смерті Єровама II Самарія поступово стала занепадати. Ассирійці, почали захоплювати частини Ізраїльського Царства, а його саме перетворили на свого васала. Після смерті царя Ассирії Тіглатпаласара III у 727 р. до н. е., останній ізраїльський цар Осія (732—724 рр. до н. е.) повстав проти ассирійського панування . Це стало причиною військового конфлікту внаслідок якого Самарія була взята в облогу і через три роки здобута та зруйнована ассирійцями .

## Ассирійське завоювання
Відповідно до написів з палацу ассирійського царя Саргона II в Хорсабаді, жителі Самарії були виселені та депортовані в Ассирію, а на їх місце поселено народи з інших частин ассирійської імперії.
[Самар] яни [які були у згоді з ворожим царем] … Я боровся з ними, і остаточно переміг їх … забрав. 50 колісниць для моїх королівських сил … [інші з них я зупинився посеред Ассирії ]… Тамуди, Ібадіди, Марсімани і Хаяпани, які живуть в далекій Аравії, в пустелі, які не знали ні наглядача, ні керівника, які ніколи не приносили данину будь-якому царю — за допомогою Ашшура пана мого, я переміг їх. Я переселив решту з них. Я поселив їх в Самарії / Самеріна 
Після ассирійського завоювання, місто Самарія було відбудоване  і продовжувало бути головним адміністративним центром провінції (а потім — сатрапії) протягом періоду панування ассирійської, ново-вавилонської та перської імперій.

## Елліністичний та Римський період

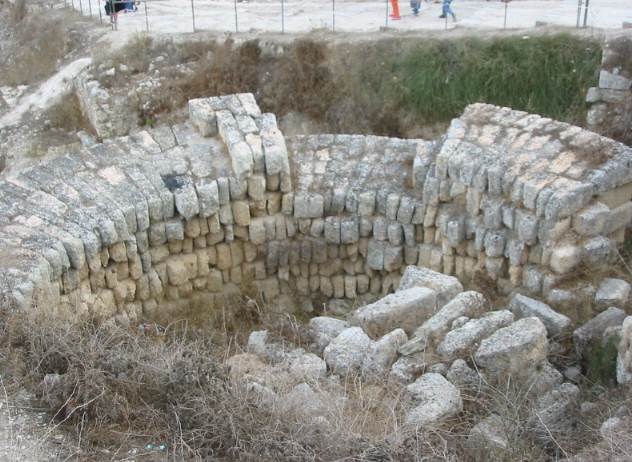
Руїни вежі елліністичного періоду

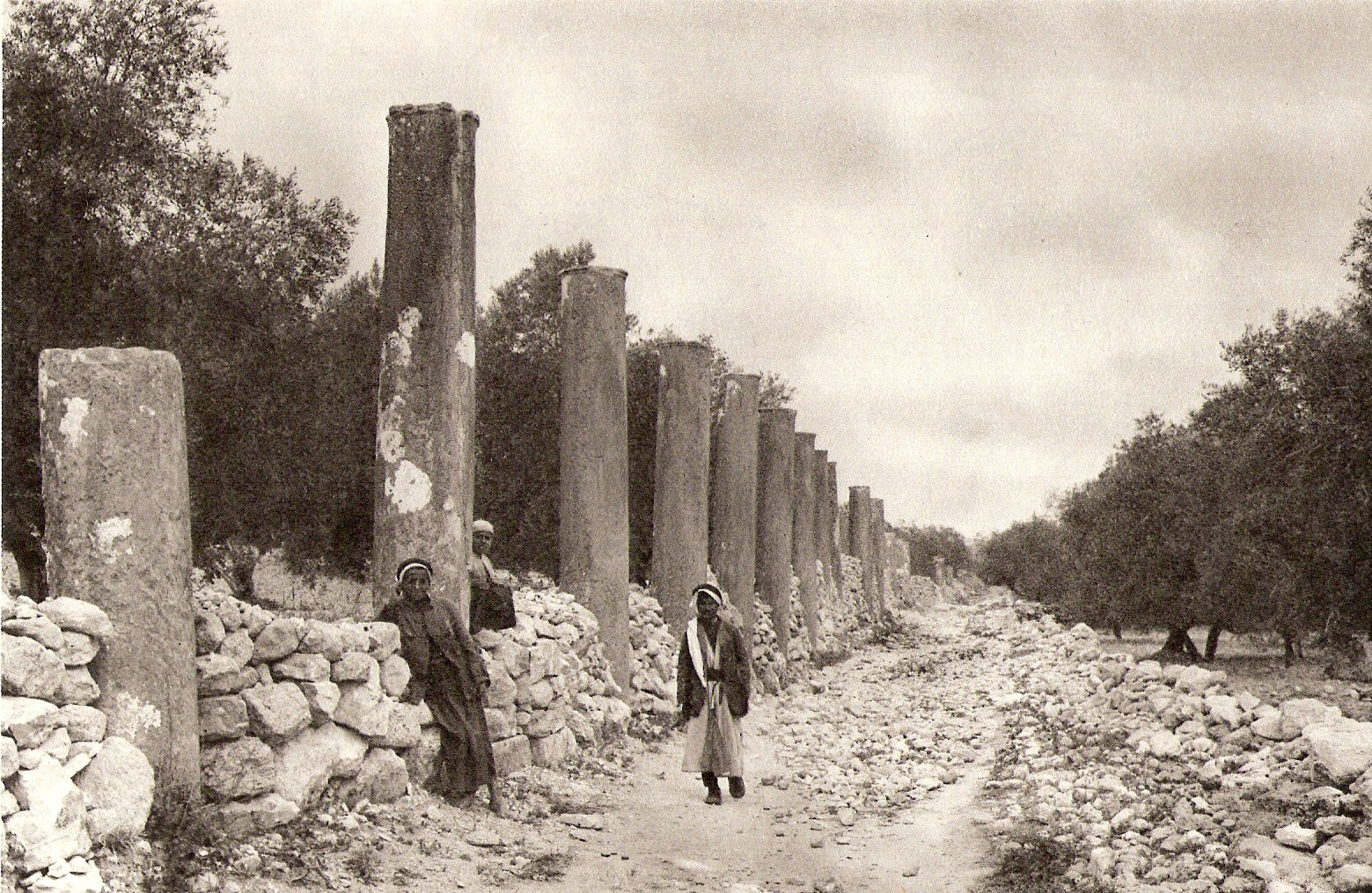
Руїни колонади побудованої у Себастії, в час правління римського імператора Септимія Севера.

В 332 році до н. е., місто було завойоване військами Александра Македонського. Однак самаритяни підняли повстання проти нової влади і живцем спалили македонського намісника Сирії Андромаха. У відповідь Александр розправився із місцевою бунтівною елітою та заснував на місці Самарії македонську колонію для своїх військових ветеранів. До періоду еллінізму відносяться і досить добре збережені донині фортифікації та башти основна частина яких була зведена у II ст. до н. е.
В 108/7 році єврейський первосвященик та політичних лідер Іоанн Гіркан І, внаслідок річної облоги, захопив греко-македонську Самарію після чого місто було черговий раз зруйноване, а мешканці продані у рабство.
Після взяття Єрусалиму Помпеєм у 63 році до н. е. та утвердженні влади Риму, Самарія була відновлена в період правління намісника Ґабінія впродовж 57-55 рр. до н. е.
В боротьбі за владу, мешканці Самарії активно підтримали тетрарха Галілеї Ірода, який ставши царем Юдеї розпочав у місті велику будівельну кампанію, оселив тут 6000 своїх ветеранів та змінив назву його з Самарії на Себастію — в честь римського імператора (грец. sebastos — величний).
В першому століття, в Себастії стало поширюватись християнство, проповідуване тут, згідно з християнською традицією, апостолом Пилипом. Під час юдейського повстання Себастія, як оплот проримських настроїв була повністю зруйнована єврейськими повстанцями. Після придушення повстання місто поступово було відбудоване. Останній раз значні будівельні роботи в Себастії були здійснені близько 200 року за імператора Септимія Севера, як знак подяки за лояльність його жителів. Саме в цей час була споруджена добре збережена нині колонада, що обрамляла колись головну торгову вулицю.
З утвердженням християнства як державної релігії імперії, Себастія стала центром єпископства. В місті будують ряд християнських храмів і набуває поширення культ Івана Хрестителя, могила якого, згідно з поширеним твердженням, була розташована саме тут .
Після захоплення Палестини арабами у VII ст., Себастія приходить у занепад

## Період Хрестових походів
Через кілька років після завоювання Палестини хрестоносцями та заснування Єрусалимського королівства, з'являються згадки про відродження життя у Себастії. Чернігівський ігумен Данило у своїх спогадах, що відносяться до того часу говорить:
 … в двох верстах на захід знаходиться місце, що називається Себустія (Севастополі). Тут створене невелике містечко, в ньому знаходиться темниця Івана Хрестителя. В цій темниці була відсічена за наказом Ірода голова Івана Предтечі. Тут стоїть гріб його і створена хороша церква в ім'я Івана Предтечі. Зараз тут багатий католицький монастир.
Детальніші свідчення залишив про тодішню Себастію грецький мандрівник Іоанн Фока:
На віддалі одного дня звідси знаходиться місто Севастія. ... Посеред цього міста знаходиться і темниця, в яку Іван кинений був на скарги Іродіади... Наверху темниці знаходиться храм, в якому лежать дві раки, виконані з білого мармуру, з яких та, що справа, містить в собі, прах спаленого тіла Чесного Предтечі, а інша — тіло пророка Єлисея; зверху же в золотому ковчезі лежить ліва рука Предтечі, також кругом оправлена в золото. В верхній частині міста, а власне посередині його є пагорб, на якому колись стяв палац Ірода ... Тепер на цьому місці римський монастир. Храм в цьому монастирі круглий.
У липні 1187 року, Себастія була захоплена мусульманським відділом племінника Саладіна Хусама аль-Діна Мухамада. Кафедральний собор Івана Хрестителя був перетворений на мечеть, хоча християнам дозволявся доступ до реліквій. Поступово, містечко та релігійний центр почали занепадати. Руїни побудованого хрестоносцями кафедрального собору Івана Хрестителя збереглись донині.